# Bougainville
Bougainville je ostrov v Tichém oceánu patřící Papui Nové Guineji. Geograficky je součástí souostroví Šalomounovy ostrovy. Jeho rozloha činí 8800 km². Ostrov je pojmenovaný podle francouzského objevitele Louise Antoine de Bougainville.
Bougainville, přilehlý ostrov Buka a několik dalších menších ostrůvků tvoří v rámci státu autonomní území Bougainville o celkové rozloze 9300 km2. Podle sčítání v roce 2011 žilo v této provincii 234 280 obyvatel.
Během druhé světové války došlo na ostrově k tvrdým bojům mezi Spojenci a Japonci (viz bitva o Bougainville), jejíž součástí byla i bitva v zátoce císařovny Augusty. Došlo zde k sestřelení letounu admirála Jamamota.

## Historie

### Bougainville jako sporné území
Na konci 19. století, když se ostrovy Oceánie dělily mezi evropské velmoci, byly severní Šalomounovy ostrovy zabrány Německým císařstvím a začleněny do Německé Nové Guiney (roku 1900 přešly ostrovy Choiseul a Santa Isabel pod Británii, od roku 1914 Severovýchodní Nová Guinea pod správou Austrálie).

Administrativní rozdělení provincie Bougainville podle okresů

Když Papua Nová Guinea vyhlásila nezávislost, bougainvillští obyvatelé to nepřijali a pod vedením Bougainvillské revoluční armády (BRA) založili 1. září 1975 separatistickou Republiku Severních Šalomounových ostrovů, tzv. republiku Meekamui. V následujícím roce novoguinejské jednotky povstání potlačily a ostrov získal širokou autonomii v rámci Papuy Nové Guineje. Po zrušení autonomie roku 1989 vypukly další nepokoje a 17. května 1990 vznikla nezávislá Republika Bougainville s prezidentem Theodorem Miriongem, kterou však kromě Šalomounových ostrovů žádný stát neuznal.

### Kokosová válka
Boj o nezávislost Bougainville a hlavně o jeho velké zásoby mědi, provázený blokádou ze strany Papuy Nové Guineje, si vyžádal asi 20 000 obětí. Až v roce 1998 bylo uzavřeno příměří a postupně normalizována situace, roku 2001 vláda slíbila vyhlásit do deseti let referendum o nezávislosti. K dalším nepokojům došlo v roce 2005, kdy se vůdce skupin rebelů operujících ve vnitrozemí Francis Ona prohlásil králem Bougainville. Po jeho smrti ostrov ovládl stoupenec dohody s vládou Joseph Kabui, který se stal prezidentem autonomního území Bougainville.

### Referendum o nezávislosti

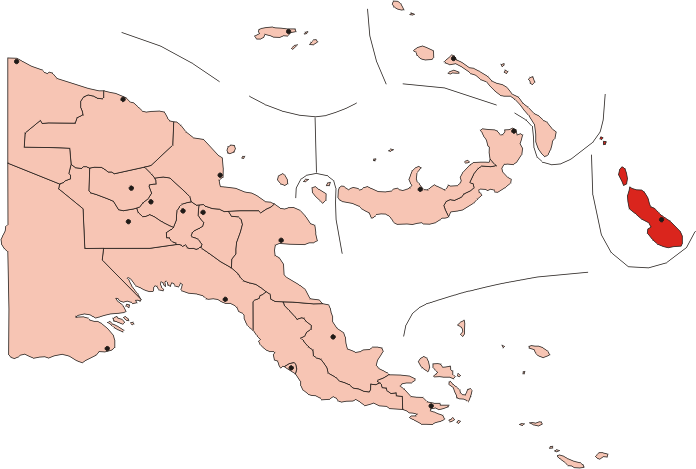
Poloha ostrova

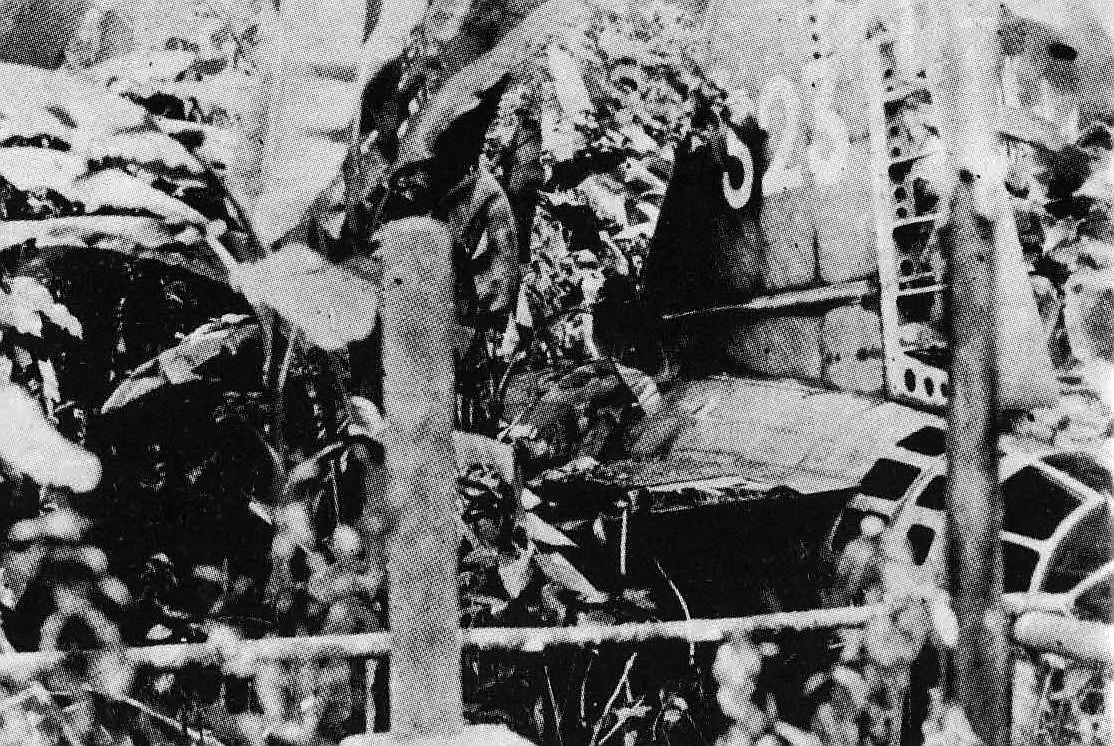
Sestřelený letoun admirála Jamamota

Dne 7. prosince 2019 proběhlo referendum o nezávislosti Autonomního území Bougainville na státu Papua Nová Guinea. Referenda se zúčastnilo 181 067 obyvatel provincie, z nichž se 176 928 hlasujících, tj. 97,7 % vyslovilo pro nezávislost na Papui Nové Guineji. Výsledek referenda je pro parlament Papuy Nové Guineje nezávazný a konečné rozhodnutí závisí na jednání parlamentu.
V roce 2027 by měl být Bougainville nezávislým státem.